# Australornis lovei
Australornis lovei — викопний вид птахів вимерлого ряду Vegaviiformes, що існував у палеоцені (61 млн років тому).

## Скам'янілості
Вид описаний по викопних рештках елементів плеча та крил, що знайдені у 2009 році у відкладеннях формації Вайпара Грінсанд на півночі регіону Кентербері у Новій Зеландії.

## Опис
Australornis lovei був морським птахом. Його зближують з Vegavis, що існував на 7 млн років раніше в Антарктиді. Птах сягав 70-85 см завдовжки та важив 1,5-2 кг.